# デン・ハーグ中央駅

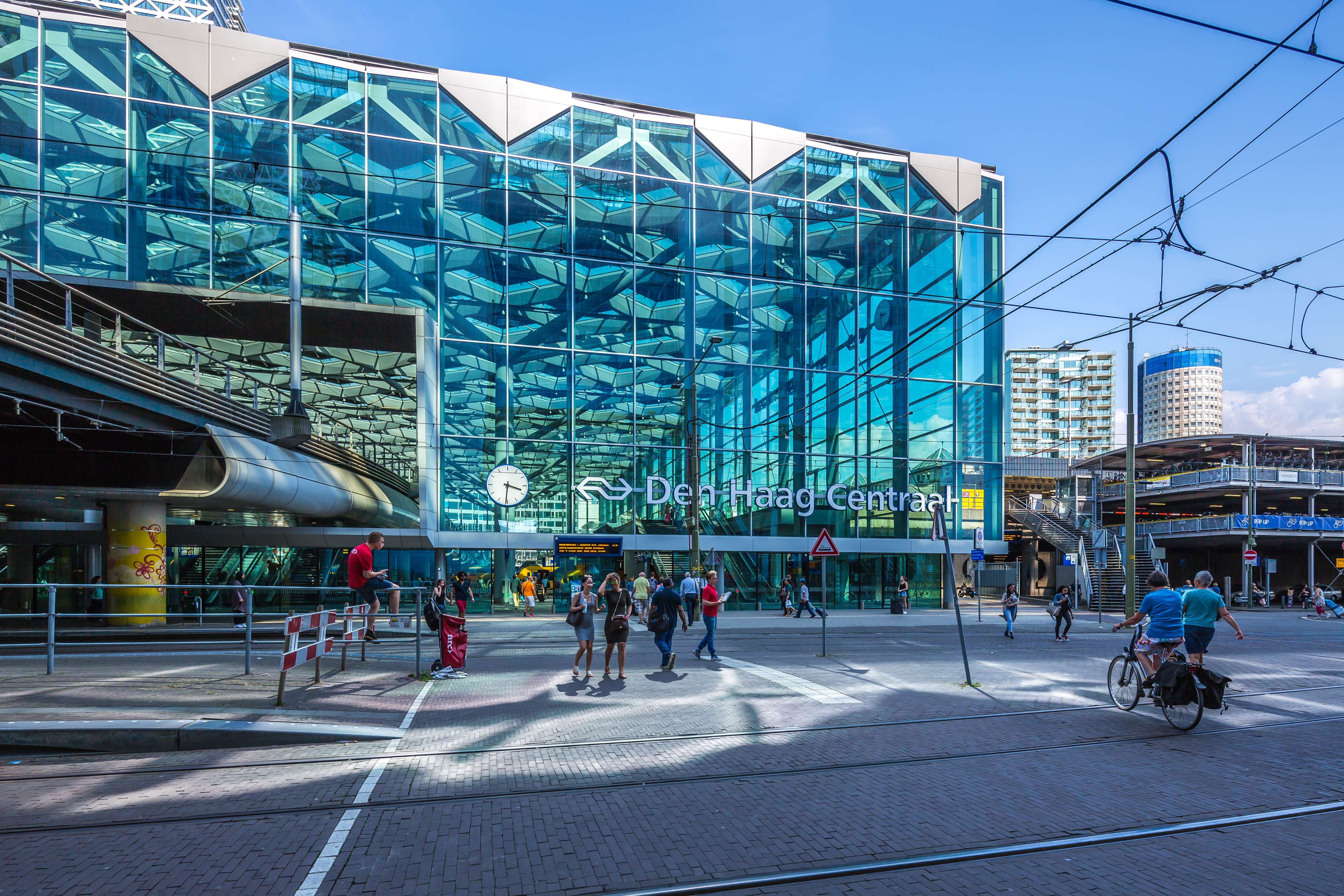
メインエントランス

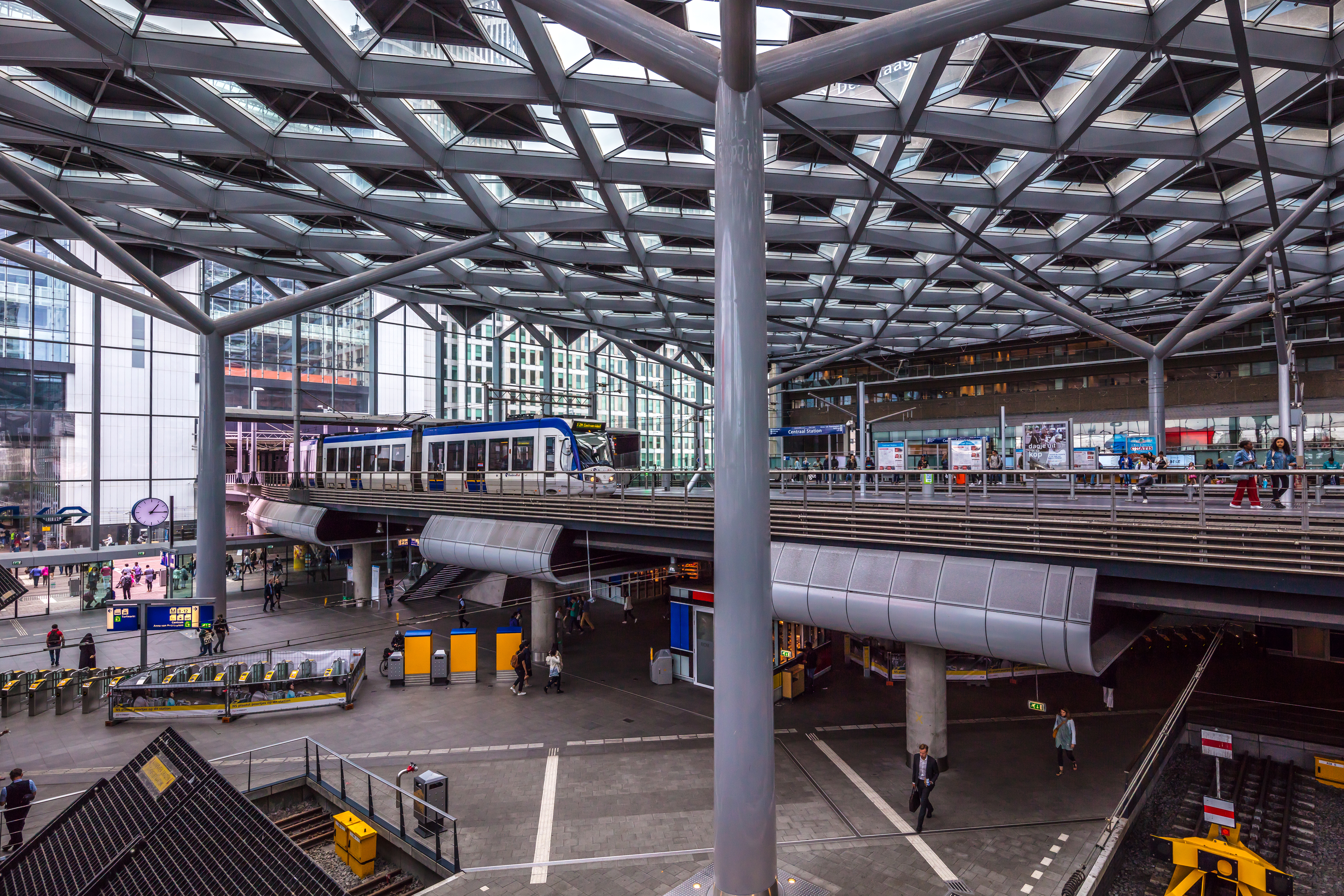
トラム乗り場

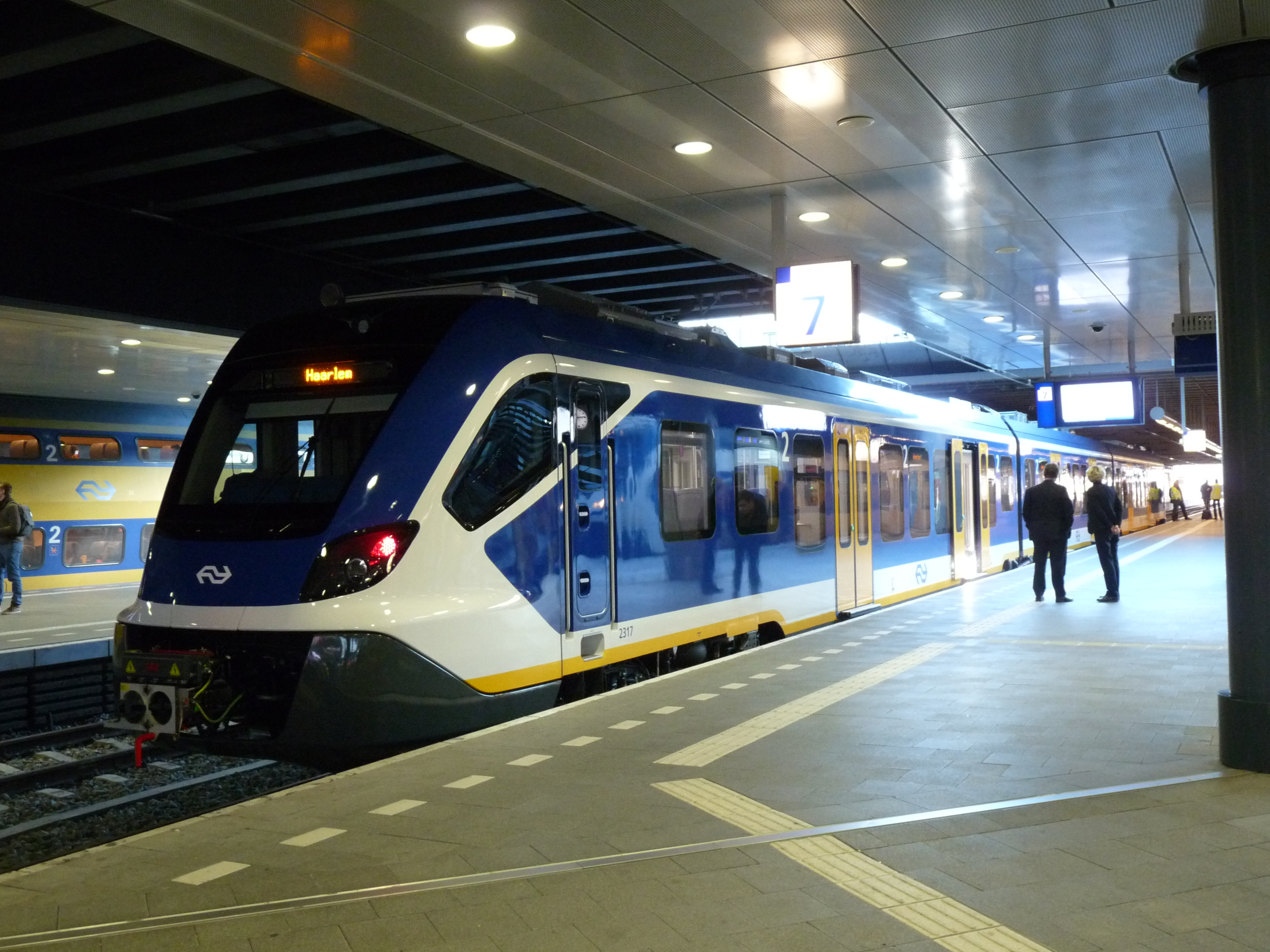
プラットフォーム

デン・ハーグ中央駅（デン・ハーグちゅうおうえき、蘭: Station Den Haag Centraal）はオランダのハーグにあるオランダ鉄道（NS）の駅。

## 概要
7面12線の頭端式ホームを持つ。その他に路面電車と、ロッテルダム電鉄が運営するメトロが乗り入れている。
デン・ハーグ中央駅は1973年、それまでこの場所にあったデン・ハーグ国鉄駅(Den Haag Staatsspoor)にかわる中央駅として開業した。2016年にはガラス製の屋根を持つ新しい駅舎が完成した。
ハーグ市内の主要駅としては、他にデン・ハーグHS駅がある。アムステルダム方面からロッテルダム方面に直通する列車は当駅を経由せず、デン・ハーグHS駅に停車する。

## 路線

### オランダ鉄道（NS）
ライデン中央駅、スキポール空港駅、アムステルダム南駅、ズヴォレ方面
- Intercity（1時間に2本）・Sprinter（アムステルダム中央駅行き　1時間に2本）

ライデン中央駅、ハールレム方面
- Intercity（1時間に2本）・Sprinter（1時間に2本）

ロッテルダム中央駅・ブレダ方面
- Intercity（1時間に2本）・Sprinter（ドルトレヒト行き 1時間に2本）

ゴーダ・ユトレヒト中央駅方面
- Intercity（1時間に4本）・Sprinter（ゴーダ行き 1時間に2本・ユトレヒト中央駅行き 1時間に2本）

(2020年現在)

### 路面電車（ハーグ市営交通会社）
2か所の乗り場を持つ。2階のホームからは、2,3,4,6の4つの系統が発着する。3,4系統はランドスタット鉄道の一部として運営されている。

地上の乗り場は駅舎の南西側にあり、9,15,16,17の4つの系統が発着する。

### メトロ（ロッテルダム電鉄）
- ランドスタット鉄道E線

　デン・ハーグ中央駅～ロッテルダム中央駅～Slinge駅
以前はエラスムス線(Erasmuslijn)と呼ばれていた路線で、2011年にロッテルダム地下鉄のSlinge駅まで延長された。